# Ten-Cent Daisy
Ten-Cent Daisy: A Lost Mermaid Tale es una película dramática de fantasía estadounidense de 2021 de Lisbon Okafor. Sigue a tres hermanas que son convocadas de regreso a su hogar en las Indias Occidentales, pero primero deben reconciliarse y proteger a la vulnerable hermana menor, Daisy, que es secretamente una sirena.

## Trama
Tres hermanas, Orchid, Violet y Daisy, que huyeron del hogar de su infancia en las Indias Occidentales del Caribe, ahora viven en California y están medio separadas. Violet es la cuidadora de Daisy, mientras que Orchid cría a Zara, la hija de once años de Daisy. Sin que los demás lo sepan, Daisy está en contacto con Zara.
Orchid queda impactada por una llamada telefónica de un inspector de policía retirado, Albert Leonce. La madre de las hermanas, Iris, ha estado en prisión en su país por el asesinato del pastor John Patrick, un hombre acusado de violar a Daisy cuando era niña. Ahora está libre gracias a los esfuerzos de los abogados de Orchid, pero se encuentra mal de salud. Orchid se prepara para llevar a su familia a casa. Mientras tanto, Violet deja a Daisy en su trabajo de limpieza en un estudio de fotografía. Daisy encuentra al dueño, Otis, desmayado debajo de una mesa. Ella lo toca, despertándolo. Él intenta entablar conversación, pero ella no responde y luego se va. Cuando Violet llega y no puede encontrarla, discute con Otis. Otis, un fotógrafo que está perdiendo la vista, está fascinado por Daisy.
Daisy ha ido a ver a Zara al colegio. Orquídea llega para encontrarlos juntos y queda asombrada. Daisy huye, pero Orchid la alcanza y le cuenta que es hora de regresar a casa. Después de recibir una llamada de Orchid y colgarle, Violet va a la casa de Meera, amiga de la familia desde hace mucho tiempo. Meera está trabajando con la inspectora Leonce y llenó una piscina en su patio trasero con agua salada importada, supuestamente para una nueva especie de pez exótico. Aunque aparentemente es útil, tiene sus propios motivos y comienza a amenazar a Violet y exigirle que le lleve a Daisy.
Orquídea le cuenta a Zara la historia de su familia. La madre de las hermanas, Iris, encontró a la pequeña Daisy sola en un bote en la orilla del mar. La crio como si fuera suya, pero el pastor local John Patrick la llamó hija espiritual y llevó a la ciudad a rechazarla. A medida que Daisy crecía, se difundieron rumores sobre una sirena que se bañaba por la noche. Cuando era adolescente, el pastor John la violó; Iris fue a prisión por su asesinato, mientras las tres hermanas huyeron a California. La noche después de que Daisy dio a luz a Zara, se escapó. Estos eventos abrieron una brecha entre las hermanas mayores y, finalmente, Violet se fue mientras Orchid criaba a Zara.
Violet regresa al estudio de Otis para disculparse y pedir ayuda; ella está lista para unirse a Orchid. Sin embargo, los hombres de Meera entran por la fuerza al estudio y exigen saber dónde está Daisy. Obtienen la dirección de Orchid del teléfono de Violet. Después de irse, Otis se da cuenta de que su vista ha mejorado y Violet revela que Daisy tiene poderes curativos.
Los hombres de Meera llegan a la casa de Orchid y amenazan a la familia. Leonce explica que nunca creyó que Iris mató a John Patrick, pero que ella estaba encubriendo a Daisy. Daisy los acompaña a la casa de Meera. Meera la saluda junto a la piscina de agua salada y le revela que en realidad es una sirena y la madre de Daisy; Los de su clase siempre dejan que sus hijas sean criadas por otro, como hizo Daisy con Zara. Meera se siente responsable del destino de Daisy y fue quien asesinó al pastor en venganza. Iris confesó proteger a Meera, mientras Meera hacía arreglos para que las tres chicas se fueran. Ella explica que las hermanas de Daisy quieren llevarla de regreso para curar a la moribunda Iris, pero afirma que Iris ya no sirve. Se mete en la piscina, donde se transforma en sirena. Insta a Daisy a unirse a ella y abandonar a su familia mortal. La familia de Daisy llega a buscarla, ella se aleja de Meera y corre hacia ellos. Mientras Daisy abraza a sus hermanas y a su hija, Meera aparentemente se disuelve, dejando la piscina vacía. La película termina con una toma de Daisy y Zara caminando juntas entre los árboles hacia las aguas del Caribe, y muestra brevemente sus colas de sirena mientras nadan mar adentro.

## Elenco
- Lauren Michelle como Daisy
- Dionne Audain como Violet
- Ameenah Kaplan como Orchid
- Margaret Laurena Kemp como Meera
- Obinna Okafor como Zara
- Jamal Ademola como Otis
- Gordon Greene como Albert Leonce
- Zack Gold como Drew
- Larvell Hood como Rodrigo

## Producción
La historia se inspiró en la visita de Lisbon Okafor a Granada en 2001 para el funeral de su suegra, donde se enteró de una niña local rechazada por ser diferente, y en los recuerdos de su aldea en el este de Nigeria, donde una niña con síndrome de Down era similar. El guion original escrito en 2003 trataba sobre una familia que regresaba a casa para enterrar a su matriarca, y Okafor agregó elementos sobrenaturales mientras le contaba a su hija versiones inspiradas en mitos de la historia sobre sirenas. Se agregaron algunos aspectos mitológicos en la postproducción, que se vio retrasada por la pandemia de COVID-19. Okafor expresó interés en filmar una precuela.
Los fondos para la postproducción se recaudaron a través de Kickstarter y la película llamó la atención por su representación de sirenas negras. El rodaje tuvo lugar en Oakland y Sebastopol, Berkeley y la isla de Santa Lucía en las Indias Occidentales. La película se estrenó el 2 de octubre de 2021 en el Festival de Cine Urbanworld y se proyectó en el Festival de Cine Negro Americano en línea del 3 al 14 de noviembre de 2021.